# Maurizio Pollini
Maurizio Pollini (født 5. januar 1942 i Milano, død 23. marts 2024) var en italiensk pianist og dirigent.

## Liv og karriere
Maurizio Pollini var søn af den italienske arkitekt Gino Pollini. Han debuterede som pianist i ni-års alderen. Frem til han var 13 år studerede han hos Carlo Lonati, derefter hos Carlo Vidusso til 18 års alderen. Senere fik han undervisning af den berømte pianist Arturo Benedetti Michelangeli.
Ved den internationale pianistkonkurrence i Genève i 1957 vandt Pollini andenpladsen (ingen førstepris blev uddelt det år). I 1959 vandt han Ettore-Pozzoli-konkurrencen og året efter den Internationale Chopin Konkurrence i Warszawa. Efter det trådte han ind på den internationale koncertscene.
Pollini dirigerede blandt andet ved Rossini-Festivalen i Pesaro.
I 1996 fik han Ernst von Siemens musikpris, i 2000 Den Italienske Republiks fortjenstorden, i 2002 ECHO Klassik for sit livsværk og i 2007 en Grammy Award som årets instrumentalist. I 2009 blev han tildelt Ehrenzeichen für Verdienste um das Land Wien. Han blev tildelt Praemium Imperiale af den japanske kejserfamilie i 2010 og i 2012 blev han optaget i magasinet Grammophones Hall of Fame

## Repertoire
Pollini blev først kendt for sine dynamiske og fyrige fortolkninger af Chopins værker; allerede i Milano i 1957 vakte han opsigt ved sine fremførelser af Chopin-etuder.
Hans repertoire er fokuseret på Chopin, Beethoven og Schuberts værker, men han spiller også musik fra 1900-tallet; Berg, Webern og Schönberg, desuden også avantgardistisk samtidsmusik som Boulez, Berio og Nono. I forbindelse med Schönbergs 100-års fødselsdag opførte Pollini samtlige hans klaverværker i flere byer.